# Municipio de Detroit (Illinois)
El municipio de Detroit (en inglés: Detroit Township) es un municipio ubicado en el condado de Pike en el estado estadounidense de Illinois. En el año 2010 tenía una población de 312 habitantes y una densidad poblacional de 4,46 personas por km².

## Geografía
El municipio de Detroit se encuentra ubicado en las coordenadas 39°36′47″N 90°39′4″O / 39.61306, -90.65111. Según la Oficina del Censo de los Estados Unidos, el municipio tiene una superficie total de 69.89 km², de la cual 67,97 km² corresponden a tierra firme y (2,74 %) 1,92 km² es agua.

## Demografía
Según el censo de 2010, había 312 personas residiendo en el municipio de Detroit. La densidad de población era de 4,46 hab./km². De los 312 habitantes, el municipio de Detroit estaba compuesto por el 98,4 % blancos, el 0,32 % eran afroamericanos y el 1,28 % eran de una mezcla de razas. Del total de la población el 0 % eran hispanos o latinos de cualquier raza.